# Patrícia Campos Mello
Pour les articles homonymes, voir Campos et  Mello.
Patrícia Toledo de Campos Mello, née le 6 avril 1974 à São Paulo, est une journaliste brésilienne. Elle travaille au journal Folha de S.Paulo, en occupant le rôle de reporter. En 2016, elle a reçu le Troféu Mulher Imprensa.
En 2018, elle publie un reportage spécial qui dénonce le financement illégal sur les réseaux sociaux de la campagne de Jair Bolsonaro à la course présidentielle du Brésil. Elle devient alors la cible d'une campagne de haine.

## Publications
- 2020 : (pt) A máquina do ódio: Notas de uma repórter sobre fake news e violência digital, Companhia das Letras